# イスタンブール大学
イスタンブール大学（トルコ語: İstanbul Üniversitesi）はトルコのイスタンブールにある国立大学である。メインキャンパスは旧市街中心部のバヤズィト広場に面する。
現在、上海交通大学が発表している世界大学学術ランキングにはトルコの6大学がランクインしている。その中でイスタンブール大学は2006年より全世界の上位500大学に、アジア太平洋地域では100位以内にランクインしている。

## 概要
イスタンブール大学の起源はかつて東ローマ帝国が設置していたコンスタンティノープル大学に求められる。この大学は東ローマ帝国の滅亡と共に消滅したが、1453年5月30日にオスマン帝国によりマドラサが設置された。
1845年から「科学の館」を意味するダリュルフヌン（Darülfünun）という名称が用いられるようになり、1863年に「オスマンのダリュルフヌン」を意味するDarülfünun-i Osmaniという高等教育機関に改組された。しかし1871年に抑圧され、1874年に当時の大宰相であったメフメト・サフェット・パシャ（Mehmed Esad Safvet Paşa）によって「スルタンのダリュルフヌン」（Darülfünun-i Sultani）として再開したが、これも1881年に閉鎖されてしまった。
1900年9月1日に帝国ダリュルフヌン（Darülfünûn-u Şahane）に改称され、数学、文学と神学課程が開始された。1912年4月20日にはイスタンブール・ダリュルフヌン（İstanbul Darülfünûnu）に改称され、各課程の設立とカリキュラムの近代化が開始された。
1922年から始まったトルコ革命の影響を受け、1933年8月1日にイスタンブール・ダリュルフヌンは現在のイスタンブール大学に改組された。

## 学部
- 法学部
- 政治学部
- 神学部
- 文学部
- 理学部
- 経済学部
- 薬学部
- 医学部（チャパ）
- 医学部（ジェラパシャ）
- 歯学部
- 経営学部
- 獣医学部
- 工学部
- 看護学部
- 森林学部
- 水産学部
- 健康科学部
- コミュニケーション学部
- ハサン・アリ・ユジェル教育学部

## キャンパス
本部キャンパスは旧市街地のバヤズィト・モスクの向いに位置する。その他にも、ヴェズネジレル（Vezneciler）、アウジュラル（Avcılar）、バフチェキョイ（Bahçeköy）、チャパ（Çapa）、ジェラパシャ（Cerrahpaşa）、カドゥキョイ（Kadıköy）の各地にキャンパスが立地する。

## 交通

### 鉄道
バヤズィトの本部キャンパスへは、イスタンブール・トラムT1号線のBeyazıt-Kapalıçarşı駅かLaleli-Üniversite駅が最寄り駅となる。

## 主な出身者・在学者

### 政治家
- アブドゥラー・ギュル（トルコ共和国大統領）
- レフィク・サイダム（トルコ共和国第4代首相）
- スアト・ハイリ・ウルギュプリュ（トルコ共和国第29代首相）
- ニハト・エリム（トルコ共和国第33代首相）
- ナイム・タル（トルコ共和国第36代首相）
- サーディー・ウルマク（トルコ共和国第38代首相）
- ユルドゥルム・アクブルト（トルコ共和国第47代首相）
- イツハク・ベンツビ（イスラエル第二代大統領）
- ダヴィド・ベン＝グリオン（イスラエル初代首相）
- モシェ・シャレット（イスラエル第二代首相）
- レフィク・コルアルタン（トルコ大国民議会議長）
- デニズ・ゲズミシュ（政治活動家）
- グリゴル・ムガロブリシュヴィリ（グルジア首相）

### 科学者
- フルス・ベーチェット（ベーチェット病を発見）
- アジズ・サンジャル（生物学者、ノーベル化学賞受賞）
- シェブネム・コルル・フィンジャンジュ（医師、法医学者、元トルコ医師会会長）

### 文学
- オルハン・パムク（作家、ノーベル文学賞受賞）
- フラント・ディンク（ジャーナリスト、2007年に暗殺）
- オルハン・ヴェリ
- アッティラ・イルハン（詩人、小説家）

## 画像

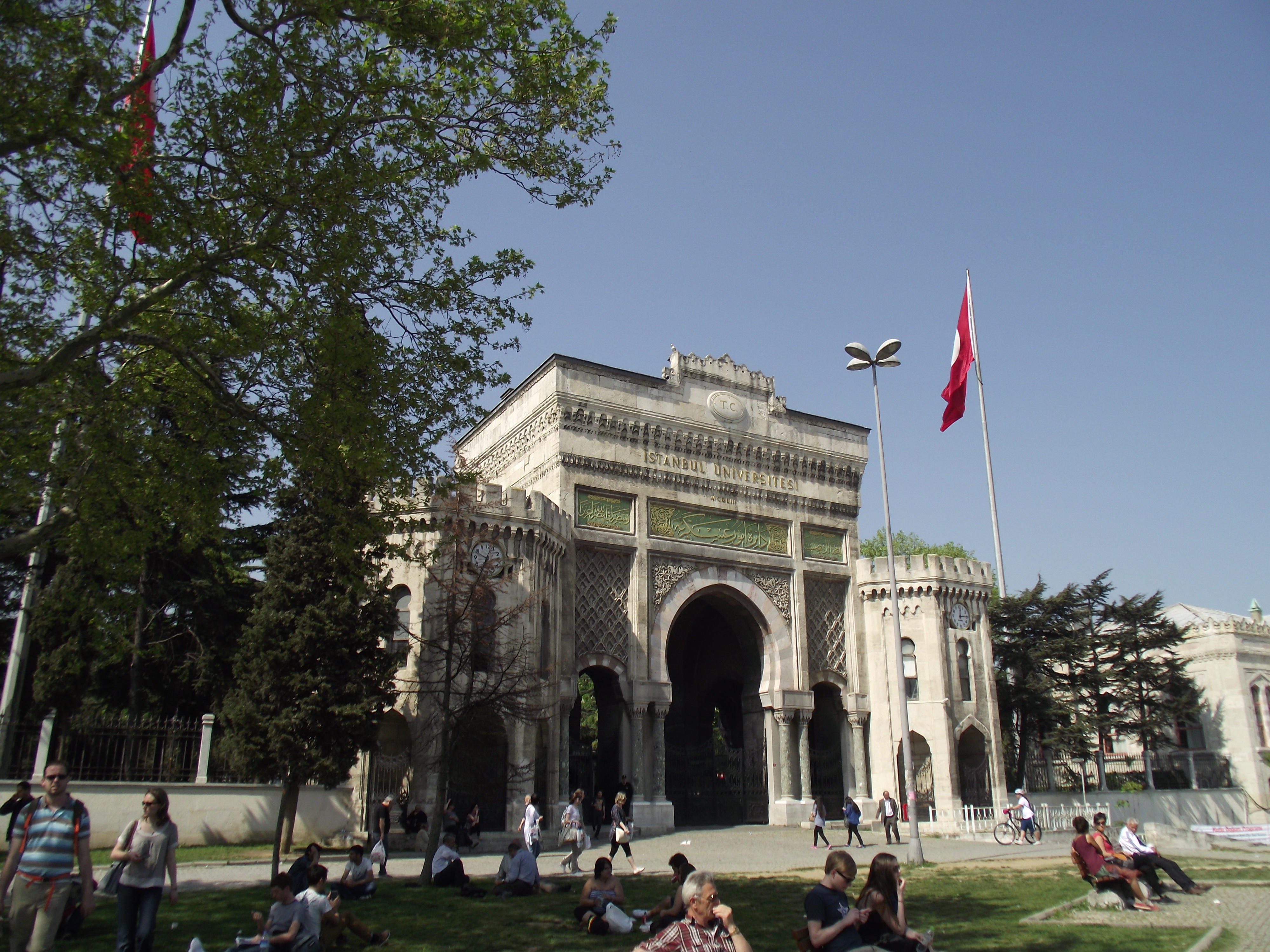
イスタンブル大学の門
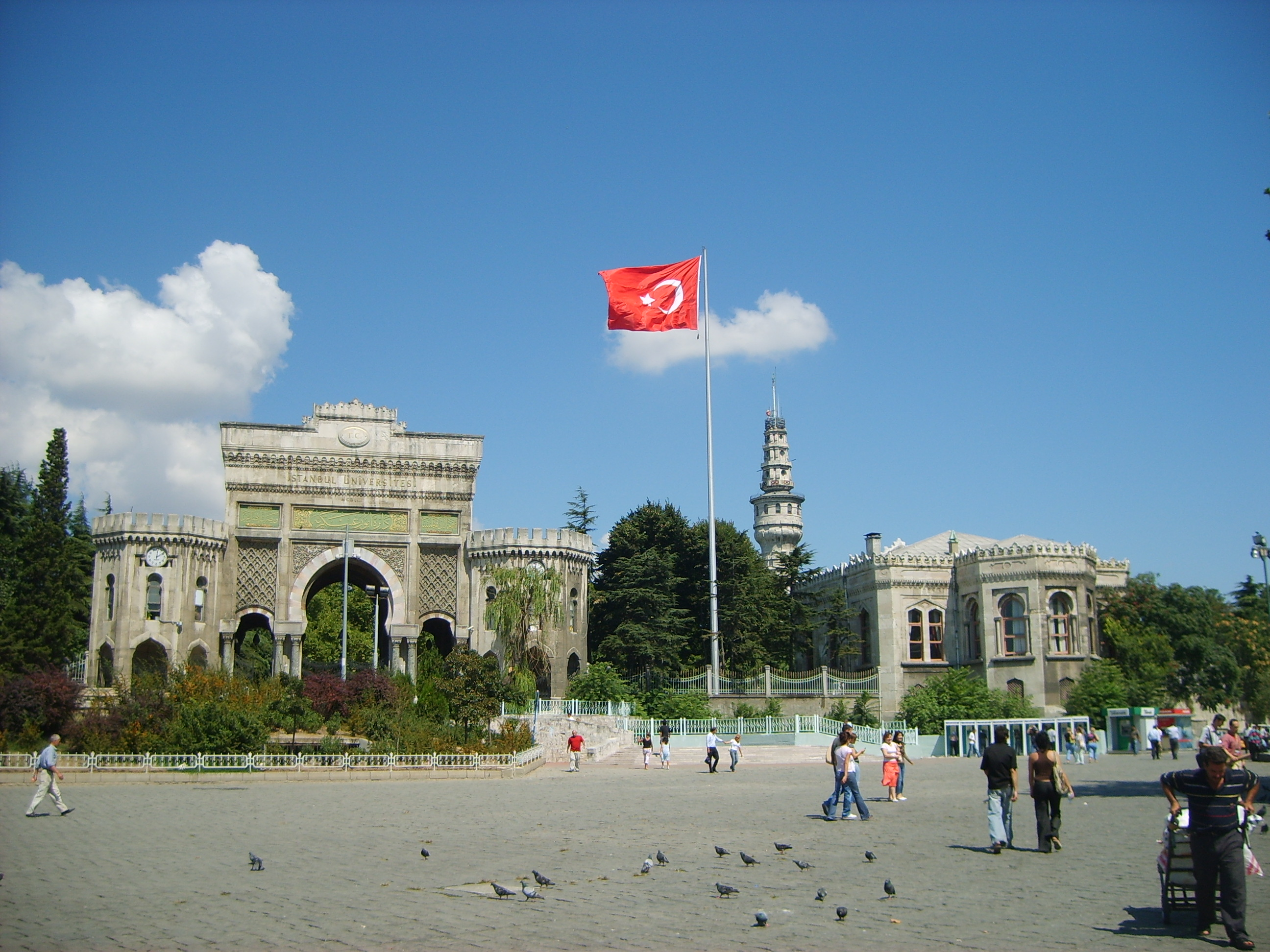
バヤズィト広場周辺
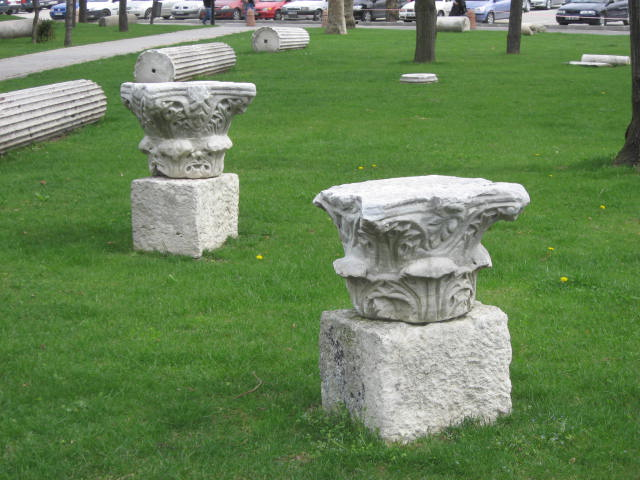
キャンパス内の東ローマ帝国時代の遺構